# Hemipolygona recurvirostra
Hemipolygona recurvirostra là một loài ốc biển, là động vật thân mềm chân bụng sống ở biển trong họ Fasciolariidae.